# Мотрошилова, Нелли Васильевна
Не́лли (Неля) Васи́льевна Мотроши́лова (21 февраля 1934, Староверовка, Харьковская область — 23 июня 2021, Москва) — советский и российский философ, специалист по западноевропейской философии Нового времени и XX века. Доктор философских наук (1970), профессор (1975).

## Биография
Родилась 21 февраля 1934 года в селе Староверово Харьковской области.
В 1956 году окончила философский факультет МГУ имени М. В. Ломоносова. В 1963 году в Институте философии АН СССР  защитила диссертацию на соискание учёной степени кандидата философских наук по теме «Критика идеалистических теорий активности субъекта (на примере феноменологии Э. Гуссерля и социологии познания)», а в 1970 году там же защитила диссертацию на соискание учёной степени доктора философских наук по теме «Познание и общество (Из истории философии XVII—XVIII вв.)».
В 1958—1959 годах — научный сотрудник ВГБИЛ.
С 1962 года работала в Институте философии РАН, заведующая сектором истории западной философии, заведующая отделом историко-философских исследований (1986—2013), главный научный сотрудник.
Заведующая кафедрой истории философии ГАУГН. Также преподавала в МГУ, МИФИ, ВГИК, 3-м МГМИ, ИОН при ЦК КПСС. Член учёного совета Института философии РАН, председатель диссертационного совета Д.002.015.04 (специальность ВАК 09.00.03, история философии).
Ответственный редактор «Историко-философского ежегодника» (с 1986), член редакционного совета журнала «Вопросы философии» и редакционной коллегии международных журналов «Deutsche Zeitschrift für Philosophie» и «Studia Spinozana». Редактор двуязычного немецко-русского издания сочинений И. Канта.
Муж — социолог и философ Юрий Александрович Замошкин (1927—1993).
Прах захоронен в колумбарии на Донском кладбище.

## Награды
- Лауреат премии имени Г. В. Плеханова РАН (2000) «за серию работ по исследованию немецкой классической и современной философии»[6][7]. Почётный профессор Ивановского энергетического университета (2006).
- Кавалер ордена «За заслуги перед ФРГ» (2005).

## Научная деятельность
Профессиональные интересы Н. В. Мотрошиловой связаны с творчеством и идеями таких мыслителей как: И. Кант, Г. Гегель, Ф. Ницше, Э. Гуссерль, М. Хайдеггер, В. С. Соловьёв, Н. А. Бердяев, Л. И. Шестов.
"Автор с очевидной любовью пишет о великих мужах философского пантеона, и, мнится, эта любовь передается и читателю", - отмечается в одной из рецензий на работу Мотрошиловой.